# 中田正博
中田 正博（なかた まさひろ、1948年3月9日 - ）は、日本の経営者。時事通信社社長を務めた。岡山県玉野市出身。

## 来歴・人物
1971年に早稲田大学政治経済学部政治学科を卒業し、同年に時事通信社に入社した。2005年に取締役に就任。2008年6月に社長に就任。2012年6月に共同記事コピー問題での責任を取る形で社長を辞任。